# Wilfried Delbroek
Wilfried Delbroek, né le 25 août 1972 à Maaseik, est un footballeur international belge qui évoluait comme milieu défensif ou défenseur central. Il joue la majeure partie de sa carrière au KRC Genk, avec lequel il remporte deux titres de champion de Belgique et deux fois la Coupe. Il est également international belge à cinq reprises durant l'année 1999. Il a également la particularité d'avoir disputé les quatre compétitions européennes différentes sur quatre saisons consécutives, entre 1997 et 2001.

## Carrière

### Débuts dans les séries inférieures
Wilfried Delbroek s'affilie à l'âge de huit ans au SSD Opoeteren. Sept ans plus tard, il rejoint les équipes de jeunes du Patro Eisden, où il reste jusqu'à ses dix-neuf ans. En 1991, il signe son premier contrat à Overpelt Fabriek, qui évolue alors en Division 3. Il dispute son premier match officiel le 21 mars 1992 contre Hoogstraten. Il est régulièrement titulaire les deux saisons suivantes sans vraiment être indiscutable. Au terme de la saison 1993-1994, il remporte la première édition du tour final de troisième division et accède ainsi à la Division 2.

### Cinq années de succès à Genk
Après cette promotion, Wilfried Delbroek devient un joueur de base de l'équipe. Ses bonnes prestations lui valent un transfert au KRC Genk, qui évolue alors également en deuxième division et ambitionne de revenir rapidement au plus haut niveau. Il s'impose d'emblée dans son nouveau club, qui termine vice-champion de Division 2, une place suffisante pour monter directement en première division à la suite de la disparition du RFC Seraing. La première saison du club est réussie avec une qualification pour la prochaine Coupe Intertoto au terme du championnat. Ainsi, Wilfried Delbroek découvre la Coupe d'Europe le 21 juin 1997 à l'occasion d'un déplacement au Boltfelagio Havnar, un club des îles Féroé, remporté 0-5 par son équipe.
La saison 1997-1998 est encore meilleure pour Delbroek et ses équipiers. Longtemps à la lutte pour le titre avec le FC Bruges qui décroche les lauriers, les limbourgeois prennent leur revanche en finale de la Coupe de Belgique en écrasant ces mêmes brugeois quatre buts à zéro. C'est le premier trophée important dans l'Histoire du KRC Genk et dans la carrière du joueur.
Qualifié pour la dernière édition de la Coupe des vainqueurs de coupe, le KRC Genk atteint les huitièmes de finale, où il est éliminé par le RCD Majorque, futur finaliste. Ce bon parcours européen n'empêche pas le club de bien se comporter en championnat et de lutter à nouveau pour le titre. Entouré de joueurs comme Branko Strupar, Souleymane Oularé, Thordur Gudjonsson, István Brockhauser, Marc Hendrikx ou encore Besnik Hasi, Wilfried Delbroek fait figure de cadre dans la défense genkoise et décroche en fin de saison son premier titre de champion de Belgique. Les bons matches qu'il livre avec son club attirent l'attention du sélectionneur national Georges Leekens, qui fait appel à lui pour la première fois le 3 février 1999 à l'occasion d'un match amical contre Chypre, dont il dispute les cinq dernières minutes. Il joue quatre autres matches, tous amicaux, avec les « Diables Rouges », participant notamment à la Coupe Kirin 1999, remportée par les Belges et le Pérou. Malheureusement pour lui, le remplacement deux mois plus tard de Leekens par Robert Waseige marque la fin de sa carrière internationale.
La découverte de la Ligue des champions tourne court pour le club, éliminé dès le tour préliminaire par les slovènes du Maribor Teatanic. En championnat, les choses sont également plutôt compliquées pour Wilfried Delbroek et ses équipiers, qui naviguent en milieu de classement, très loin de la lutte pour le titre. Ils sauvent toutefois leur saison grâce à une nouvelle victoire en Coupe de Belgique, cette fois contre le Standard de Liège. Malgré la très mauvaise saison 2000-2001 de Genk, le joueur est une des rares satisfactions du club et garde sa place de titulaire. Sa saison suivante est gâchée par une longue blessure qui le tient à l'écart des terrains pendant plusieurs mois. Il ne participe dès lors que très peu à la conquête d'un deuxième titre de champion pour le KRC Genk.

### Fin de carrière en douceur
Revenu de blessure dans le courant du mois de novembre 2002, il ne parvient pas à retrouver sa place de titulaire en défense. Durant le mercato hivernal, il est prêté pour six mois au club satellite de Genk, Heusden-Zolder, qui évolue alors en Division 2. Il se blesse de nouveau sérieusement lors de son deuxième match avec sa nouvelle équipe et reste sur la touche durant deux mois et demi. À son retour au début du mois d'avril, il retrouve une place de titulaire, qu'il conserve jusqu'en fin de saison et la victoire lors du tour final, synonyme de première montée en Division 1 pour le club. À la suite de cette promotion, son prêt est prolongé pour un an et il est nommé capitaine du club par ses équipiers. Malgré son expérience, il ne peut éviter la relégation du club en fin de saison.
Son contrat avec le Racing Genk arrivant à expiration n'est pas prolongé et il s'engage gratuitement au KSK Tongres, en Division 3, où il devient à la fois joueur et entraîneur-adjoint. Après deux saisons au club, il met un terme à sa carrière professionnelle en mai 2006. Il rejoint alors le club amateur du Cobox '76, dans les séries provinciales limbourgeoises. En 2010, il range définitivement ses crampons à cause d'une nouvelle blessure au genou.

## Palmarès
- 5 fois international belge en 1999.
- Vainqueur de la Coupe Kirin en 1999.
- 2 fois champion de Belgique en 1999 et 2002 avec le KRC Genk.
- 2 fois vainqueur de la Coupe de Belgique en 1998 et 2000 avec le KRC Genk.

## Statistiques
| Saison                | Club                  | Championnat           | Championnat | Championnat | Coupe nationale | Coupe nationale | Coupe de la Ligue | Coupe de la Ligue | Supercoupe | Supercoupe | Compétition(s) continentale(s) | Compétition(s) continentale(s) | Compétition(s) continentale(s) | Belgique | Belgique | Total | Total |
| Saison                | Club                  | Division              | M.          | B.          | M.              | B.              | M.                | B.                | M.         | B.         | Comp.                          | M.                             | B.                             | M.       | B.       | M.    | B.    |
| 1991-1992             | Overpelt Fabriek      | Division 3            | 2           | 0           | 0               | 0               | 0                 | 0                 | 0          | 0          | -                              | 0                              | 0                              | 0        | 0        | 2     | 0     |
| 1992-1993             | Overpelt Fabriek      | Division 3            | 19          | 0           | 0               | 0               | 0                 | 0                 | 0          | 0          | -                              | 0                              | 0                              | 0        | 0        | 19    | 0     |
| 1993-1994             | Overpelt Fabriek      | Division 3            | 19          | 0           | 3               | 1               | 0                 | 0                 | 0          | 0          | -                              | 0                              | 0                              | 0        | 0        | 22    | 1     |
| 1994-1995             | Overpelt Fabriek      | Division 2            | 29          | 0           | 3               | 0               | 0                 | 0                 | 0          | 0          | -                              | 0                              | 0                              | 0        | 0        | 32    | 0     |
| Sous-total            | Sous-total            | Sous-total            | 69          | 0           | 6               | 1               | 0                 | 0                 | 0          | 0          | -                              | 0                              | 0                              | 0        | 0        | 75    | 1     |
| 1995-1996             | KRC Genk              | Division 2            | 32          | 1           | 4               | 0               | 0                 | 0                 | 0          | 0          | -                              | 0                              | 0                              | 0        | 0        | 36    | 1     |
| 1996-1997             | KRC Genk              | Division 1            | 31          | 2           | 1               | 0               | 0                 | 0                 | 0          | 0          | -                              | 0                              | 0                              | 0        | 0        | 32    | 2     |
| 1997-1998             | KRC Genk              | Division 1            | 31          | 1           | 6               | 0               | 3                 | 0                 | 0          | 0          | C4                             | 4                              | 1                              | 0        | 0        | 44    | 2     |
| 1998-1999             | KRC Genk              | Division 1            | 32          | 1           | 4               | 0               | 2                 | 1                 | 1          | 0          | C2                             | 6                              | 0                              | 5        | 0        | 50    | 2     |
| 1999-2000             | KRC Genk              | Division 1            | 9           | 1           | 3               | 0               | 0                 | 0                 | 1          | 0          | C1                             | 2                              | 0                              | 0        | 0        | 15    | 1     |
| 2000-2001             | KRC Genk              | Division 1            | 30          | 0           | 6               | 0               | 0                 | 0                 | 1          | 0          | C3                             | 4                              | 0                              | 0        | 0        | 41    | 0     |
| 2001-2002             | KRC Genk              | Division 1            | 10          | 0           | 3               | 0               | 0                 | 0                 | 0          | 0          | -                              | 0                              | 0                              | 0        | 0        | 13    | 0     |
| 2002-2003             | KRC Genk              | Division 1            | 1           | 0           | 1               | 0               | 0                 | 0                 | 0          | 0          | C1                             | 0                              | 0                              | 0        | 0        | 2     | 0     |
| Sous-total            | Sous-total            | Sous-total            | 176         | 6           | 28              | 0               | 5                 | 1                 | 3          | 0          | -                              | 16                             | 1                              | 5        | 0        | 233   | 8     |
| 2002-2003             | Heusden-Zolder SK     | Division 2            | 14          | 0           | 0               | 0               | 0                 | 0                 | 0          | 0          | -                              | 0                              | 0                              | 0        | 0        | 14    | 0     |
| 2003-2004             | Heusden-Zolder SK     | Division 1            | 24          | 0           | 4               | 0               | 0                 | 0                 | 0          | 0          | -                              | 0                              | 0                              | 0        | 0        | 28    | 0     |
| Sous-total            | Sous-total            | Sous-total            | 38          | 0           | 4               | 0               | 0                 | 0                 | 0          | 0          | -                              | 0                              | 0                              | 0        | 0        | 42    | 0     |
| 2004-2005             | KSK Tongres           | Division 3            | 29          | 1           | 4               | 0               | 0                 | 0                 | 0          | 0          | -                              | 0                              | 0                              | 0        | 0        | 33    | 1     |
| 2005-2006             | KSK Tongres           | Division 3            | 23          | 0           | 2               | 0               | 0                 | 0                 | 0          | 0          | -                              | 0                              | 0                              | 0        | 0        | 25    | 0     |
| Sous-total            | Sous-total            | Sous-total            | 52          | 1           | 6               | 0               | 0                 | 0                 | 0          | 0          | -                              | 0                              | 0                              | 0        | 0        | 58    | 1     |
| Total sur la carrière | Total sur la carrière | Total sur la carrière | 335         | 7           | 44              | 1               | 5                 | 1                 | 3          | 0          | -                              | 16                             | 1                              | 5        | 0        | 408   | 10    |

## Sélections internationales
Wilfried Delbroek a été appelé à six reprises en équipe nationale belge et a disputé cinq matches. Lors du premier, il est remplaçant puis est titulaire pour les quatre suivants. Le tableau ci-dessous reprend toutes ses sélections, les matches qu'il ne joue pas sont indiqués en italique. Le score de la Belgique est toujours indiqué en gras.
| Date       | Adversaire   | Lieu      | Score |
| ---------- | ------------ | --------- | ----- |
| 03/02/1999 | Chypre       | Nicosie   | 0-1   |
| 05/02/1999 | Grèce        | Larnaca   | 1-0   |
| 09/02/1999 | Tchéquie     | Bruxelles | 0-1   |
| 30/05/1999 | Pérou        | Kyoto     | 1-1   |
| 03/06/1999 | Japon        | Tokyo     | 0-0   |
| 05/06/1999 | Corée du Sud | Séoul     | 1-2   |